# The Ring (film)
The Ring är en amerikansk skräckfilm från 2002, i regi av Gore Verbinski och med Naomi Watts, Martin Henderson, David Dorfman och Brian Cox i rollerna. Filmen är en nyinspelning av japanska Ringu som bygger på en bok (från 1989) av den japanska författaren Kôji Suzuki. 2005 kom en uppföljare, The Ring 2.

## Handling
Människor dör på de mest märkliga sätt, sju dagar efter att ha tittat på ett videoband som har en förbannelse över sig. 
Journalisten Rachel Kellers (Naomi Watts) systerdotter är en av dem som tittat på bandet och sedan dött, och Rachels syster förmår henne att börja undersöka saken närmre. Så småningom leder ledtrådarna henne till videobandet och när hon tittar på det drabbas även hon av förbannelsen. Nu har hon sju dagar på sig att lösa gåtan, annars står hon näst på tur.

## Rollista (i urval)
- Naomi Watts - Rachel Keller
- Martin Henderson - Noah Clay
- David Dorfman - Aidan Keller
- Brian Cox - Richard Morgan
- Daveigh Chase - Samara Morgan
- Shannon Cochran - Anna Morgan
- Jane Alexander - Dr. Grasnik
- Lindsay Frost - Ruth Embry
- Amber Tamblyn - Katie Embry
- Sara Rue - Barnvakt